# 王チン
王 錱（おう ちん、Wang Zhen、1825年 - 1857年）は、清末の湘軍の指揮官。王珍とも書く。字は璞山。湖南省湘郷県出身。
生員出身で、羅沢南に師事した。1852年、太平天国軍が長沙を攻撃すると、羅沢南に従って郷勇を組織し、県丞にあげられた。その後、農民反乱の鎮圧に功績があり直隷州知州となった。1853年、羅沢南が江西省で苦戦すると、曽国藩に請うて3千人の郷勇を集めて救援に駆けつけ、南昌の包囲を解いた。曽国藩は王錱の部隊を解散させようとしたが、湖南巡撫駱秉章のとりなしで存続が認められ、湖南省南部から広西省にかけての農民反乱や天地会の蜂起を鎮圧し、道員に昇進した。1856年、李続賓に協力して武昌の奪回に功績をあげた。1857年、江西省に入り吉安・楽安などで太平天国の楊輔清軍と激戦を展開したが、楽安で病死した。壮武の諡号が贈られた。
その生涯で、数百回戦い、十数万の敵を破り、20余りの城を奪回した。著書に『練勇芻言』『陣法新編』があり、劉松山など旧部下たちはみなこの書を用いた。